# Coppa del Mondo di freestyle 2007
La Coppa del Mondo di freestyle 2007 è iniziata il 9 dicembre 2006 a Jilin (in Cina) e terminata il 3 marzo 2007 a Voss in Norvegia. La Coppa del Mondo organizzata dalla F..I..S. ha visto gli atleti, sia uomini che donne, competere in quattro discipline del freestyle, ovvero: salti, gobbe, ski cross e halfpipe. Alla fine della stagione oltre alla Coppa del Mondo generale, sono state assegnate anche le Coppe del Mondo delle singole discipline.
Punto culminante della stagione del freestyle sono stati i Mondiali di Madonna di Campiglio 2007, che si sono svolti dal 5 all'11 marzo 2007.

## Uomini

### Risultati
| Data             | Luogo                            | Di. | Primo            | Secondo               | Terzo                     |
| 2 settembre 2006 | Mount Buller, Australia          | AE  | annullata        | annullata             | annullata                 |
| 3 settembre 2006 | Mount Buller, Australia          | AE  | annullata        | annullata             | annullata                 |
| 9 dicembre 2006  | Jilin Beida Lake, Cina           | AE  | Ryan St. Onge    | Han Xiaopeng          | Jeff Bean                 |
| 10 dicembre 2006 | Adventure Mountain, Cina         | AE  | Steve Omischl    | Cimafej Slivec        | Aljaksej Hryšyn           |
| 17 dicembre 2006 | Kreischberg, Austria             | SX  | annullata        | annullata             | annullata                 |
| 6 gennaio 2007   | Mont Gabriel, Canada             | MO  | Dale Begg-Smith  | Guilbaut Colas        | Alexandre Bilodeau        |
| 7 gennaio 2007   | Mont Gabriel, Canada             | AE  | Cord Spero       | Ryan Blais            | Jeret Peterson            |
| 10 gennaio 2007  | Flaine, Francia                  | SX  | Audun Grønvold   | Hiroomi Takizawa      | Tomáš Kraus               |
| 11 gennaio 2007  | Deer Valley, USA                 | MO  | Nathan Roberts   | Grégoire Dufosse      | Osamu Ueno                |
| 11 gennaio 2007  | Deer Valley, USA                 | DM  | Guilbaut Colas   | Vincent Marquis       | Per Spett                 |
| 12 gennaio 2007  | Deer Valley, USA                 | AE  | Jeret Peterson   | Steve Omischl         | Sen Qiu                   |
| 13 gennaio 2007  | Deer Valley, USA                 | AE  | Jeret Peterson   | Anton Kušnir          | Stanislav Kravčuk         |
| 18 gennaio 2007  | Lake Placid, USA                 | MO  | annullata        | annullata             | annullata                 |
| 20 gennaio 2007  | Lake Placid, USA                 | AE  | annullata        | annullata             | annullata                 |
| 2 febbraio 2007  | Les Contamines, Francia          | SX  | Audun Grønvold   | Tomáš Kraus           | Eric Iljans               |
| 2 febbraio 2007  | Špindlerův Mlýn, Repubblica Ceca | MO  | annullata        | annullata             | annullata                 |
| 3 febbraio 2007  | Špindlerův Mlýn, Repubblica Ceca | AE  | annullata        | annullata             | annullata                 |
| 4 febbraio 2007  | Špindlerův Mlýn, Repubblica Ceca | SX  | annullata        | annullata             | annullata                 |
| 5 febbraio 2007  | La Plagne, Francia               | MO  | Sami Mustonen    | Alexandre Bilodeau    | Dale Begg-Smith           |
| 6 febbraio 2007  | La Plagne, Francia               | DM  | Grégoire Dufosse | Dale Begg-Smith       | Pierre-Alexandre Rousseau |
| 16 febbraio 2007 | Inawashiro, Giappone             | MO  | Nathan Roberts   | Jay Bowman-Kirigin    | Yugo Tsukita              |
| 17 febbraio 2007 | Inawashiro, Giappone             | DM  | Dale Begg-Smith  | Mikko Ronkainen       | Guilbaut Colas            |
| 18 febbraio 2007 | Inawashiro, Giappone             | SX  | Hiroomi Takizawa | Tomáš Kraus           | Mike Schmid               |
| 23 febbraio 2007 | Apex, Canada                     | MO  | Dale Begg-Smith  | Alexandre Bilodeau    | Maxime Gingras            |
| 24 febbraio 2007 | Apex, Canada                     | AE  | Steve Omischl    | Kyle Nissen           | Jeret Peterson            |
| 25 febbraio 2007 | Apex, Canada                     | HP  | Kalle Leinonen   | Antti-Jussi Kempainen | Josh Bibby                |
| 2 marzo 2007     | Voss, Norvegia                   | MO  | Dale Begg-Smith  | Nobuyuki Nishi        | Alexandre Bilodeau        |
| 2 marzo 2007     | Voss, Norvegia                   | MO  | Dale Begg-Smith  | Sami Mustonen         | David Babic               |
| 3 marzo 2007     | Voss, Norvegia                   | HP  | annullata        | annullata             | annullata                 |

Legenda:
- AE = Salti
- HP = Halfpipe
- MO = Gobbe
- DM = Gobbe in parallelo
- SX = Skicross

### Classifica generale
| Pos. | Nome               | Nazione     | Punti |
| ---- | ------------------ | ----------- | ----- |
| 1    | Dale Begg-Smith    | Australia   | 78    |
| 2    | Steve Omischl      | Canada      | 68    |
| 3    | Jeret Peterson     | Stati Uniti | 61    |
| 4    | Guilbaut Colas     | Francia     | 50    |
| 5    | Audun Grønvold     | Norvegia    | 44    |
|      | Tomáš Kraus        | Rep. Ceca   | 44    |
| 7    | Alexandre Bilodeau | Canada      | 41    |
| 8    | Nathan Roberts     | Stati Uniti | 39    |
| 9    | Cord Spero         | Canada      | 38    |
| 10   | Sen Qiu            | Cina        | 37    |

### Salti
| Pos. | Nome           | Nazione     | Punti |
| ---- | -------------- | ----------- | ----- |
| 1    | Steve Omischl  | Canada      | 406   |
| 2    | Jeret Peterson | Stati Uniti | 368   |
| 3    | Cord Spero     | Canada      | 228   |
| 4    | Sen Qiu        | Cina        | 221   |
| 5    | Kyle Nissen    | Canada      | 199   |

### Gobbe
| Pos. | Nome                      | Nazione     | Punti |
| ---- | ------------------------- | ----------- | ----- |
| 1    | Dale Begg-Smith           | Australia   | 784   |
| 2    | Guilbaut Colas            | Francia     | 496   |
| 3    | Alexandre Bilodeau        | Canada      | 408   |
| 4    | Nathan Roberts            | Stati Uniti | 392   |
| 5    | Pierre-Alexandre Rousseau | Canada      | 349   |

### Ski cross
| Pos. | Nome             | Nazione   | Punti |
| ---- | ---------------- | --------- | ----- |
| 1    | Audun Grønvold   | Norvegia  | 222   |
| 2    | Tomáš Kraus      | Rep. Ceca | 220   |
| 3    | Hiroomi Takizawa | Giappone  | 180   |
| 4    | Mike Schmid      | Svizzera  | 110   |
| 5    | Eric Iljans      | Svezia    | 94    |

### Halfpipe
| Pos. | Nome                   | Nazione     | Punti |
| ---- | ---------------------- | ----------- | ----- |
| 1    | Kalle Leinonen         | Finlandia   | 100   |
| 2    | Antti-Jussi Kemppainen | Finlandia   | 80    |
| 3    | Josh Bibby             | Canada      | 60    |
| 4    | Tucker Perkins         | Stati Uniti | 50    |
| 5    | Mike Henitiuk          | Canada      | 45    |

## Donne

### Risultati
| Data             | Luogo                            | Di. | Primo             | Secondo           | Terzo                  |
| 2 settembre 2006 | Mount Buller, Australia          | AE  | annullata         | annullata         | annullata              |
| 3 settembre 2006 | Mount Buller, Australia          | AE  | annullata         | annullata         | annullata              |
| 9 dicembre 2006  | Jilin Beida Lake, Cina           | AE  | Li Nina           | Zhang Xin         | Wang Jiao              |
| 10 dicembre 2006 | Adventure Mountain, Cina         | AE  | Li Nina           | Jacqui Cooper     | Xu Mengtao             |
| 17 dicembre 2006 | Kreischberg, Austria             | SX  | annullata         | annullata         | annullata              |
| 6 gennaio 2007   | Mont Gabriel, Canada             | MO  | Shannon Bahrke    | Sara Kjellin      | Margarita Marbler      |
| 7 gennaio 2007   | Mont Gabriel, Canada             | AE  | Jacqui Cooper     | Manuela Müller    | Veronika Bauer         |
| 10 gennaio 2007  | Flaine, Francia                  | SX  | Magdalena Iljans  | Ophélie David     | Seraina Murk           |
| 11 gennaio 2007  | Deer Valley, USA                 | MO  | Shannon Bahrke    | Jennifer Heil     | Hannah Kearney         |
| 11 gennaio 2007  | Deer Valley, USA                 | DM  | Audrey Robichaud  | Kristi Richards   | Jennifer Heil          |
| 12 gennaio 2007  | Deer Valley, USA                 | AE  | Jacqui Cooper     | Li Nina           | Ala Cuper              |
| 13 gennaio 2007  | Deer Valley, USA                 | AE  | Evelyne Leu       | Li Nina           | Guo Xinxin             |
| 18 gennaio 2007  | Lake Placid, USA                 | MO  | annullata         | annullata         | annullata              |
| 20 gennaio 2007  | Lake Placid, USA                 | AE  | annullata         | annullata         | annullata              |
| 2 febbraio 2007  | Les Contamines, Francia          | SX  | Méryll Boulangeat | Ophélie David     | Katrin Gutensohn       |
| 2 febbraio 2007  | Špindlerův Mlýn, Repubblica Ceca | MO  | annullata         | annullata         | annullata              |
| 3 febbraio 2007  | Špindlerův Mlýn, Repubblica Ceca | AE  | annullata         | annullata         | annullata              |
| 4 febbraio 2007  | Špindlerův Mlýn, Repubblica Ceca | SX  | annullata         | annullata         | annullata              |
| 5 febbraio 2007  | La Plagne, Francia               | MO  | Jennifer Heil     | Deborah Scanzio   | Margarita Marbler      |
| 6 febbraio 2007  | La Plagne, Francia               | DM  | Jennifer Heil     | Ingrid Berntsen   | Sara Kjellin           |
| 16 febbraio 2007 | Inawashiro, Giappone             | MO  | Jennifer Heil     | Michelle Roark    | Stéphanie Saint-Pierre |
| 17 febbraio 2007 | Inawashiro, Giappone             | DM  | annullata         | annullata         | annullata              |
| 18 febbraio 2007 | Inawashiro, Giappone             | SX  | Ophélie David     | Magdalena Iljans  | Méryll Boulangeat      |
| 23 febbraio 2007 | Apex, Canada                     | MO  | Jennifer Heil     | Shannon Bahrke    | Kristi Richards        |
| 24 febbraio 2007 | Apex, Canada                     | AE  | Jacqui Cooper     | Cheng Shuang      | Li Nina                |
| 25 febbraio 2007 | Apex, Canada                     | HP  | Jessica Cumming   | Davina Williams   | Jennifer Hudak         |
| 2 marzo 2007     | Voss, Norvegia                   | MO  | Jennifer Heil     | Margarita Marbler | Stéphanie Saint-Pierre |
| 2 marzo 2007     | Voss, Norvegia                   | MO  | Jennifer Heil     | Margarita Marbler | Kristi Richards        |
| 3 marzo 2007     | Voss, Norvegia                   | HP  | annullata         | annullata         | annullata              |

Legenda:
- AE = Salti
- HP = Halfpipe
- MO = Gobbe
- DM = Gobbe in parallelo
- SX = Skicross

### Classifica generale
| Pos. | Nome              | Nazione     | Punti |
| ---- | ----------------- | ----------- | ----- |
| 1    | Jennifer Heil     | Canada      | 87    |
| 2    | Jacqui Cooper     | Australia   | 79    |
| 3    | Li Nina           | Cina        | 70    |
| 4    | Shannon Bahrke    | Stati Uniti | 55    |
| 5    | Ophélie David     | Francia     | 52    |
| 6    | Margarita Marbler | Austria     | 49    |
| 7    | Evelyne Leu       | Svizzera    | 45    |
| 8    | Magdalena Iljans  | Svezia      | 45    |
| 9    | Guo Xinxin        | Cina        | 43    |
| 10   | Kristi Richards   | Canada      | 42    |

### Salti
| Pos. | Nome          | Nazione     | Punti |
| ---- | ------------- | ----------- | ----- |
| 1    | Jacqui Cooper | Australia   | 475   |
| 2    | Li Nina       | Cina        | 420   |
| 3    | Evelyne Leu   | Svizzera    | 274   |
| 4    | Guo Xinxin    | Cina        | 259   |
| 5    | Ala Cuper     | Bielorussia | 215   |

### Gobbe
| Pos. | Nome                   | Nazione     | Punti |
| ---- | ---------------------- | ----------- | ----- |
| 1    | Jennifer Heil          | Canada      | 784   |
| 2    | Shannon Bahrke         | Stati Uniti | 496   |
| 3    | Margarita Marbler      | Austria     | 442   |
| 4    | Kristi Richards        | Canada      | 381   |
| 5    | Stéphanie Saint-Pierre | Canada      | 319   |

### Skicross
| Pos. | Nome              | Nazione  | Punti |
| ---- | ----------------- | -------- | ----- |
| 1    | Ophélie David     | Francia  | 260   |
| 2    | Magdalena Iljans  | Svezia   | 225   |
| 3    | Méryll Boulangeat | Francia  | 168   |
| 4    | Seraina Murk      | Svizzera | 150   |
| 5    | Émilie Serain     | Svizzera | 122   |

### Halfpipe
| Pos. | Nome                | Nazione     | Punti |
| ---- | ------------------- | ----------- | ----- |
| 1    | Jessica Cumming     | Stati Uniti | 100   |
| 2    | Davina Williams     | Australia   | 80    |
| 3    | Jennifer Hudak      | Stati Uniti | 60    |
| 4    | Rosalind Groenewoud | Canada      | 50    |
| 5    | Ingrid Berntsen     | Norvegia    | 45    |

## Classifica per Nazioni

### Generale
| Pos. | Nazione     | Punti |
| ---- | ----------- | ----- |
| 1    | Canada      | 678   |
| 2    | Stati Uniti | 525   |
| 3    | Cina        | 358   |
| 4    | Francia     | 353   |
| 5    | Svizzera    | 284   |

### Uomini
| Pos. | Nazione     | Punti |
| ---- | ----------- | ----- |
| 1    | Canada      | 382   |
| 2    | Stati Uniti | 266   |
| 3    | Francia     | 213   |
| 4    | Giappone    | 134   |
| 5    | Svizzera    | 133   |

### Donne
| Pos. | Nazione     | Punti |
| ---- | ----------- | ----- |
| 1    | Canada      | 296   |
| 2    | Stati Uniti | 259   |
| 3    | Cina        | 247   |
| 4    | Svizzera    | 151   |
| 5    | Francia     | 140   |